# Stortjärnen (Los socken, Hälsingland, 685626-145675)
Stortjärnen är en sjö i Ljusdals kommun i Hälsingland och ingår i Ljusnans huvudavrinningsområde.